# Нюкьер, Михел
Михел Нюкьер (дат. Michel Nykjær; родился 17 сентября 1979 года в Топпернойе, Дания) — датский автогонщик.
- 2-кратный победитель ETC Cup.

## Спортивная карьера
В период между 1989 и 1993 годами Михел участвовал в локальных картинговых соревнованиях.
В дальнейшем в выступлениях была взята пауза и возвращение датчанина за руль состоялось лишь в 1998-м — датском чемпионате для автомобилей группы N.
В 2003 году Нюкьер перебирается в туринговый чемпионат страны. В 2007 году, выступая за заводскую команду SEAT он завоёвывает титул чемпиона серии. В том же году он выигрывает кубок Европы в этом классе, но уже для команды GR Asia.
В 2008 году он остаётся в DTC, но переходит в команду Poulsen Motorsport, пересаживаясь на BMW. Титул в серии защитить не удалось, зато вновь удалось победно съездить на кубок Европы — теперь уже за рулём Chevrolet Lacetti команды Chevrolet Motorsport Denmark.
В 2009-м году предполагалось, что Poulsen Motorsport перейдёт в WTCC и Михел станет вторым пилотом команды. но в последний момент планы сорвались. Нюкьер вынужден был остаться в DTC, где смог вернуть себе титул. Тем не менее дебют в WTCC состоялся — датчанин провел немецкий этап чемпионата мира за рулём Chevrolet Lacetti команды Perfection Racing. Попытка взять третий подряд кубок Европы оказалась неудачной.
В 2010-м Нюкьер наконец дебютировал в чемпионате мира на полном расписании, подписав контракт с командой SUNRED Engineering. Выступая на турбодизельном SEAT Leon датчанин стабильно финишировал вблизи Top10 и по итогам сезона занял одиннадцатое место в общем зачёте и второе в зачёте новичков. Михел несколько раз мог одержать свою первую победу в рамках серии, но каждый раз его что-то подводило — так во втором заезде итальянского этапа подвела резина, во втором заезде японского этапа — не вовремя выехавшая машина безопасности. В результате лучшей гонкой сезона стал второй заезд в Германии, где датчанин финишировал четвёртым.

## Статистика результатов в моторных видах спорта

### WTCC
| 2009 | Perfection         | Chevrolet Lacetti | -      | -      | -      | -      | -      | -      | -      | -     | DE1 НК | -     | -      | - | 0  | 36-й |
| 2009 | Perfection         | Chevrolet Lacetti | -      | -      | -      | -      | -      | -      | -      | -     | DE2 18 | -     | -      | - | 0  | 36-й |
| 2010 | SUNRED Engineering | SEAT León TDI     | BR1 12 | MR1 11 | IT1 8  | BL1 18 | PT1 17 | GB1 15 | CZ1 7  | DE1 7 | ES1 9  | JA1 6 | MA1 НФ |   | 66 | 11-й |
| 2010 | SUNRED Engineering | SEAT León TDI     | BR2 8  | MR2 7  | IT2 19 | BL2 НФ | PT2 НФ | GB2 9  | CZ2 НФ | DE2 4 | ES2 7  | JA2 6 | MA2 11 |   | 66 | 11-й |

Жирным выделен старт с поула, курсивом — быстрейший круг в гонке.